# Sounds (rivista)
Sounds era il nome di una rivista musicale britannica, che uscì settimanalmente tra il 10 ottobre 1970 ed il 6 aprile 1991. Divenne nota inizialmente per l'inclusione di poster nel mezzo del giornale (all'inizio in bianco e nero, poi a colori dalla fine del 1971), e poi come rivista specialistica della musica heavy metal (e in particolare della New Wave of British Heavy Metal o NWOBHM) ed Oi!, tra la fine degli anni settanta e l'inizio degli ottanta.
Fu uno dei tre settimanali musicali britannici più diffusi assieme a New Musical Express (NME) e Melody Maker, ma smise di uscire nel 1991 dopo che la compagnia madre, la United Newspapers, vendette tutti i titoli alla EMAP e chiuse Sounds. 
Un'eredità di Sounds fu la creazione della rivista heavy metal/rock Kerrang!, che era nato originariamente come un inserto prima di acquisire una propria autonomia, e le cui vendite durano fino ad oggi.

## Collaboratori
Keith Altham, Garry Bushell, Geoff Barton, John Gill, Tommy Udo, Barbara Charone, Caroline Coon, Andrew Courtney, Jonathan Knight, Antonella Gambotto, Jerry Gilbert, Vivien Goldman, Jonh  Ingham, Alan Moore (aka "Curt Vile"), Jon Newey, John Robb, John Peel, Edwin Pouncey (aka "Savage Pencil"), Penny Reel, Cathi Unsworth, Jon Ronson, Robin Gibson, Jon Savage, Peter Silverton, Sylvie Simmons, Steve Sommer, Mary Anne Hobbs, Mat Snow, James Brown, Steve Lamacq, Keith Cameron, Leo Finlay, Ann Scanlon, Sandy Robertson, Dave McCulloch, Jane Suck (nee Jackman), Phil Sutcliffe.
Tra i fotografi: Penny Valentine, Janette Beckman, Steve Gullick, Leo Regan, Robert Ellis, Steve Double e Gus Stewart.